# La Jolie Batelière (film, 1953)
Pour film de 1935, voir La Jolie Batelière.
Pour les articles homonymes, voir The Farmer Takes a Wife.
Pour plus de détails, voir Fiche technique et Distribution.
La Jolie Batelière (titre original : The Farmer Takes a Wife) est un film américain en Technicolor réalisé par Henry Levin, sorti en 1953.
Il s'agit du remake musical du film du même nom sorti en 1935, avec Janet Gaynor et Henry Fonda.

## Synopsis
Au XIXe siècle, dans l'État de New York, la jolie cuisinière Molly Larkins travaille à bord d'une barge sur le canal Érié. Elle est la petite amie du capitaine de bateau, le bourru Jotham Klore. Molly engage un jeune fermier devenu timonier, Dan Harrow, aux manières douces. Molly et Dan tombent amoureux et se marient...

## Fiche technique
- Titre français : La Jolie Batelière
- Titre original : The Farmer Takes a Wife
- Réalisation : Henry Levin
- Scénario : Walter Bullock, Sally Benson et Joseph Fields, d'après la pièce de Frank B. Elser et Marc Connelly, et le roman de Walter D. Edmonds Rome Haul (1929)
- Photographie : Arthur E. Arling
- Montage : Louis R. Loeffler
- Musique : Cyril J. Mockridge
- Producteur : Frank P. Rosenberg
- Société de production et de distribution : 20th Century-Fox
- Pays de production :  États-Unis
- Langue originale : anglais américain
- Format : couleurs (Technicolor) — 35 mm — 1,37:1 — son : mono
- Genre : comédie romantique, film musical
- Durée : 81 minutes
- Dates de sortie :
  - États-Unis : 12 juin 1953
  - France : 1er mars 1956

## Distribution
- Betty Grable : Molly Larkins
- Dale Robertson : Dan Harrow
- Thelma Ritter : Lucy Cashdollar
- John Carroll : Jotham Klore
- Eddie Foy Jr. : Fortune Friendly
- Charlotte Austin : Pearl Dowd
- Kathleen Crowley : Susanna
- Merry Anders : Hannah
- Donna Lee Hickey : Eva Gooch

Acteurs non crédités
- Ruth Hall : Abbie
- Gwen Verdon : Abigail
- Mort Mills : Floyd
- Kermit Maynard : conducteur
- Emile Meyer : magasinier
- Julie Newmar : danseuse
- Lee Phelps : barman
- Robert Adler : un citadin